# Euxestus oeneipennis
Euxestus oeneipennis là một loài bọ cánh cứng trong họ Cerylonidae. Loài này được Fauvel miêu tả khoa học năm 1903.